# شرح پریشانی
شرح پریشانی ترکیب‌بندی منحصربه‌فرد در زبان فارسی، از سروده‌های وحشی بافقی است. ارزش ادبی آن به‌خاطر آرایه‌های ادبی بسیاری است که در آن به‌کار رفته‌است.

## شرح پریشانی
| دوستان شرح پریشانی من گوش کنید             |  | داستان غم پنهانی من گوش کنید           |
| قصهٔ بی‌سروسامانی من گوش کنید                |  | گفت‌وگوی من و حیرانی من گوش کنید        |
| شرح این آتش جان‌سوز نگفتن تا کی؟            |  |                                        |
| سوختم، سوختم، این راز نهفتن تا کی؟         |  |                                        |
| روزگاری من و دل ساکن کویی بودیم            |  | ساکن کوی بت عربده‌جویی بودیم            |
| عقل و دین باخته، دیوانهٔ رویی بودیم         |  | بستهٔ سلسلهٔ سلسله‌مویی بودیم             |
| کس در آن سلسله غیر از من و دل، بند نبود    |  |                                        |
| یک گرفتار از این جمله که هستند نبود        |  |                                        |
| نرگس غمزه‌زنش این‌همه بیمار نداشت            |  | سنبل پُرشکنش هیچ گرفتار نداشت           |
| این‌همه مشتری و گرمی بازار نداشت            |  | یوسفی بود، ولی هیچ خریدار نداشت        |
| اول آن‌کس که خریدار شدش من بودم             |  |                                        |
| باعث گرمی بازار شدش من بودم                |  |                                        |
| عشق من شد سبب خوبی و رعنایی او             |  | داد رسوایی من شهرت زیبایی او           |
| بس‌که دادم همه‌جا شرح دلارایی او             |  | شهر پُر گشت ز غوغای تماشایی او          |
| این زمان عاشق سرگشته فراوان دارد           |  |                                        |
| کی سر برگ منِ بی‌سروسامان دارد؟              |  |                                        |
| چاره این‌ است و ندارم به از این رای دگر     |  | که دهم جای دگر دل به دل‌آرای دگر        |
| چشم خود فرش کنم زیر کف پای دگر             |  | بر کف پای دگر بوسه زنم جای دگر         |
| بعد از این رای من این‌ است و همین خواهد بود |  |                                        |
| من بر این هستم و البته چنین خواهد بود      |  |                                        |
| پیش او یار نو و یار کهن هر دو یکی‌ست        |  | حرمت مدعی و حرمت من هر دو یکی‌ست        |
| قول زاغ و غزل مرغ چمن هر دو یکی‌ست          |  | نغمهٔ بلبل و غوغای زغن هر دو یکی‌ست      |
| این ندانسته که قدر همه یکسان نبُوَد          |  |                                        |
| زاغ را مرتبهٔ مرغ خوش‌الحان نبُوَد             |  |                                        |
| چون چنین است پی کار دگر باشم، بِه           |  | چند روزی پی دلدار دگر باشم، بِه         |
| عندلیب گل رخسار دگر باشم بِه                |  | مرغ خوش‌نغمهٔ گلزار دگر باشم بِه          |
| نوگلی کو که شوم بلبل دستان‌سازش             |  |                                        |
| سازم از تازه‌جوانان چمن ممتازش              |  |                                        |
| آن‌که بر جانم از او دم‌به‌دم آزاری هست        |  | می‌توان یافت که بر دل ز منش باری هست    |
| از من و بندگی من اگرش عاری هست             |  | بفروشد، که به هر گوشه خریداری هست      |
| به وفاداری من نیست در این شهر کسی          |  |                                        |
| بنده‌ای همچو مرا هست خریدار بسی             |  |                                        |
| مدتی در ره عشق تو دویدیم، بس است           |  | راه صد بادیهٔ درد بریدیم، بس است        |
| قدم از راه طلب باز کشیدیم، بس است          |  | اول و آخر این مرحله دیدیم، بس است      |
| بعد از این ما و سر کوی دل‌آرای دگر          |  |                                        |
| با غزالی به غزل‌خوانی و غوغای دگر           |  |                                        |
| تو مپندار که مهر از دل محزون نرود          |  | آتش عشق به جان افتد و بیرون نرود       |
| وین محبت به صد افسانه و افسون نرود         |  | چه گمان غلط است این، برود چون نرود     |
| چند کس از تو و یاران تو آزرده شود          |  |                                        |
| دوزخ از سردی این طایفه افسرده شود          |  |                                        |
| ای پسر، چند به کام دگرانت بینم             |  | سرخوش و مست ز جام دگرانت بینم          |
| مایهٔ عیش مدام دگرانت بینم                  |  | ساقی مجلس عام دگرانت بینم              |
| تو چه دانی که شدی یار چه بی‌باکی چند        |  |                                        |
| چه هوس‌ها که ندارند هوسناکی چند             |  |                                        |
| یار این طایفهٔ خانه‌برانداز مباش             |  | از تو حیف است، به این طایفه دمساز مباش |
| می‌شوی شهره، به این فرقه هم‌آواز مباش        |  | غافل از لعب حریفان دغاباز مباش         |
| به که مشغول به این شغل نسازی خود را        |  |                                        |
| این نه کاری‌ست، مبادا که ببازی خود را       |  |                                        |
| در کمین تو بسی عیب‌شماران هستند             |  | سینه پر درد ز تو، کینه‌گذاران هستند     |
| داغ بر سینه ز تو، سینه‌فگاران هستند         |  | غرض این‌ست که در قصد تو یاران هستند     |
| باش مردانه که ناگاه قفایی نخوری            |  |                                        |
| واقف کَشّیِ خود باش که پایی نخوری             |  |                                        |
| گرچه از خاطر وحشی هوس روی تو رفت           |  | وز دلش آرزوی قامت دلجوی تو رفت         |
| شد دل‌آزرده و آزرده‌دل از کوی تو رفت         |  | با دل پر گله از ناخوشی خوی تو رفت      |
| حاش‌لله که وفای تو فراموش کند               |  |                                        |
| سخن مصلحت‌آمیز کسان گوش کند                 |  |                                        |

## گلهٔ یار دل‌آزار
| ای گل تازه که بویی ز وفا نیست تو را    |  | خبر از سرزنش خار جفا نیست تو را           |
| رحم بر بلبل بی‌برگ و نوا نیست تو را     |  | التفاتی به اسیران بلا نیست تو را          |
| ما اسیر غم و اصلاً غم ما نیست تو را     |  | با اسیر غم خود رحم چرا نیست تو را؟        |
| فارغ از عاشق غمناک نمی‌باید بود         |  |                                           |
| جان من، این‌همه بی‌باک نمی‌باید بود       |  |                                           |
| همچو گل چند به روی همه خندان باشی؟     |  | همره غیر به گلگشت و گلستان باشی؟          |
| هر زمان با دگری دست و گریبان باشی؟     |  | زان بیندیش که از کرده پشیمان باشی         |
| جمع با جمع نباشند و پریشان باشی        |  | یاد حیرانی ما آری و حیران باشی            |
| ما نباشیم، که باشد که جفای تو کشد؟     |  |                                           |
| به جفا سازد و صد جور برای تو کشد؟      |  |                                           |
| شب به کاشانهٔ اغیار نمی‌باید بود         |  | غیر را شمع شب تار نمی‌باید بود             |
| همه‌جا با همه‌کس یار نمی‌باید بود         |  | یار اغیار دل‌آزار نمی‌باید بود              |
| تشنهٔ خون منِ زار نمی‌باید بود            |  | تا به این مرتبه خونخوار نمی‌باید بود       |
| من اگر کشته شوم باعث بدنامی توست       |  |                                           |
| موجب شهرت بی‌باکی و خودکامی توست        |  |                                           |
| دیگری جز تو مرا این‌همه آزار نکرد       |  | جز تو کس در نظر خلق مرا خوار نکرد         |
| آنچه کردی تو به من هیچ ستمکار نکرد     |  | هیچ سنگین‌دل بیدادگر این کار نکرد          |
| این ستم‌ها دگری با منِ بیمار نکرد        |  | هیچ‌کس این‌همه آزار منِ زار نکرد             |
| گر ز آزردن من هست غرض مُردن من          |  |                                           |
| مُردم! آزار مکش از پی آزردن من          |  |                                           |
| جان من، سنگدلی، دل به تو دادن غلط است  |  | بر سر راه تو چون خاک فتادن غلط است        |
| چشم امید به روی تو گشادن غلط است       |  | روی پُرگرد به راه تو نهادن غلط است         |
| رفتن اولیٰ‌ست ز کوی تو، ستادن غلط است    |  | جان شیرین به تمنای تو دادن غلط است        |
| تو نه آنی که غم عاشق زارت باشد         |  |                                           |
| چون شود خاک، بر آن خاک گذارت باشد      |  |                                           |
| مدتی هست که حیرانم و تدبیری نیست       |  | عاشق بی‌سر و سامانم و تدبیری نیست          |
| از غمت سر به گریبانم و تدبیری نیست     |  | خون دل رفته به دامانم و تدبیری نیست       |
| از جفای تو بدین‌سانم و تدبیری نیست      |  | چه توان کرد؟ پشیمانم و تدبیری نیست        |
| شرح درماندگی خود به که تقریر کنم؟      |  |                                           |
| عاجزم، چارهٔ من چیست؟ چه تدبیر کنم؟     |  |                                           |
| نخل نوخیز گلستان جهان بسیار است        |  | گل این باغ بسی، سرو روان بسیار است        |
| جان من، همچو تو غارتگر جان بسیار است   |  | تُرک زرین‌کمرِ موی‌میان بسیار است             |
| با لب همچو شکر، تنگ‌دهان بسیار است      |  | نه که غیر از تو جوان نیست، جوان بسیار است |
| دیگری این‌همه بی‌داد به عاشق نکند        |  |                                           |
| قصد آزردن یاران موافق نکند             |  |                                           |
| مدتی شد که در آزارم و می‌دانی تو        |  | به کمند تو گرفتارم و می‌دانی تو            |
| از غم عشق تو بیمارم و می‌دانی تو        |  | داغ عشق تو به جان دارم و می‌دانی تو        |
| خون دل از مژه می‌بارم و می‌دانی تو       |  | از برای تو چنین زارم و می‌دانی تو          |
| از زبان تو حدیثی نشنودم هرگز           |  |                                           |
| از تو شرمندهٔ یک حرف نبودم هرگز         |  |                                           |
| مکن آن نوع که آزرده شوم از خویت        |  | دست بر دل نهم و پا بکشم از کویت           |
| گوشه‌ای گیرم و مِن‌بعد نیایم سویت         |  | نکنم بار دگر یاد قد دلجویت                |
| دیده پوشم ز تماشای رخ نیکویت           |  | سخنی گویم و شرمنده شوم از رویت            |
| بشنو پند و مکن قصد دل‌آزردهٔ خویش        |  |                                           |
| ورنه بسیار پشیمان شوی از کردهٔ خویش     |  |                                           |
| چند صبح آیم و از خاک درت شام روم؟      |  | از سر کوی تو خودکام، به ناکام روم؟        |
| صد دعا گویم و آزرده به دشنام روم؟      |  | از پی‌ات آیم و با من نشوی رام، روم؟        |
| دور دور از تو منِ تیره سرانجام روم      |  | نَبُوَد زَهره که همراه تو یک گام روم          |
| کس چرا این‌همه سنگین‌دل و بدخو باشد؟     |  |                                           |
| جان من، این روشی نیست که نیکو باشد     |  |                                           |
| از چه با من نشوی یار، چه می‌پرهیزی؟     |  | یار شو با من بیمار، چه می‌پرهیزی؟          |
| چیست مانع ز من زار، چه می‌پرهیزی؟       |  | بگشا لعل شکربار، چه می‌پرهیزی؟             |
| حرف زن، ای بت خونخوار، چه می‌پرهیزی؟    |  | نه حدیثی کنی اظهار، چه می‌پرهیزی؟          |
| که تو را گفت به ارباب وفا حرف مزن؟     |  |                                           |
| چین بر ابرو زن و یک‌بار به ما حرف مزن؟  |  |                                           |
| درد من کشتهٔ شمشیر بلا می‌داند           |  | سوز من سوختهٔ داغ جفا می‌داند               |
| مسکنم ساکن صحرای فنا می‌داند            |  | همه‌کس حال من بی‌سر و پا می‌داند             |
| پاکبازم، همه‌کس طور مرا می‌داند          |  | عاشقی همچو منت نیست، خدا می‌داند           |
| چارهٔ من کن و مگذار که بیچاره شوم       |  |                                           |
| سر خود گیرم و از کوی تو آواره شوم      |  |                                           |
| از سر کوی تو با دیدهٔ تر خواهم رفت      |  | چهره آلوده به خوناب جگر خواهم رفت         |
| تا نظر می‌کنی، از پیشِ نظر خواهم رفت     |  | گر نرفتم ز درت شام، سحر خواهم رفت         |
| نه که این بار، چو هر بار دگر خواهم رفت |  | نیست باز آمدنم باز اگر خواهم رفت          |
| از جفای تو من زار، چو رفتم، رفتم       |  |                                           |
| لطف کن، لطف، که این بار چو رفتم، رفتم  |  |                                           |
| چند در کوی تو با خاک برابر باشم؟       |  | چند پامال جفای تو ستمگر باشم؟             |
| چند پیش تو، به قدر از همه کمتر باشم؟   |  | از تو چند، ای بت بدکیش مکدر باشم؟         |
| می‌روم تا به سجود بت دیگر باشم          |  | باز اگر سجده کنم پیش تو، کافر باشم        |
| خود بگو کز تو کشم ناز و تغافل، تا کی؟  |  |                                           |
| طاقتم نیست از این بیش، تحمّل تا کی؟     |  |                                           |
| سبزهٔ دامن نسرین تو را بنده شوم         |  | ابتدای خط مشکین تو را بنده شوم            |
| چین بر ابرو زدن و کین تو را بنده شوم   |  | گره ابروی پر چین تو را بنده شوم           |
| حرف ناگفتن و تمکین تو را بنده شوم      |  | طرز محبوبی و آیین تو را بنده شوم          |
| الله، الله، ز که این قاعده اندوخته‌ای؟  |  |                                           |
| کیست استاد تو، این‌ها ز که آموخته‌ای؟    |  |                                           |
| این‌همه جور که من از پی هم می‌بینم       |  | زود خود را به سر کوی عدم می‌بینم           |
| دیگران راحت و من این‌همه غم می‌بینم      |  | همه‌کس خرم و من درد و الم می‌بینم           |
| لطف بسیار طمع دارم و کم می‌بینم         |  | هستم آزرده و بسیار ستم می‌بینم             |
| خرده بر حرف درشت منِ آزرده مگیر         |  |                                           |
| حرفِ آزرده درشتانه بُوَد، خرده مگیر       |  |                                           |
| آن‌چنان باش که من از تو شکایت نکنم      |  | از تو قطع طمع لطف و عنایت نکنم            |
| پیش مردم ز جفای تو حکایت نکنم          |  | همه‌جا قصهٔ درد تو روایت نکنم               |
| دیگر این قصهٔ بی‌حد و نهایت نکنم         |  | خویش را شهرهٔ هر شهر و ولایت نکنم          |
| خوش کنی خاطر وحشی به نگاهی، سهل است    |  |                                           |
| سوی تو گوشهٔ چشمی ز تو گاهی سهل است     |  |                                           |